# Výstaviště Praha
El Výstaviště Praha (Recinto ferial de Praga) es un recinto ferial que se utiliza para exposiciones, conciertos y otros eventos culturales.  Se encuentra cerca de la estación de metro de Praga en la línea de metro de la estación Nádraží Holešovice. En el área inmediata en el lado oeste hay un gran parque  y un planetario, en el este el Tipsport Arena, sede del club HC Sparta Praha. El edificio principal es el Palacio Industrial, también se encuentran aquí la fuente de luz del Křižík, el lapidario del Museo Nacional, entre otros.